# The Shannara Chronicles
The Shannara Chronicles (vertaald De kronieken van Shannara) is een Amerikaanse fantasy-dramaserie gemaakt voor televisie en ontwikkeld door Alfred Gough en Miles Millar. Het is een bewerking van de fantasieboekenreeks Shannara van Terry Brooks. De serie werd grotendeels opgenomen in de Auckland Film Studios en op locatie van buitenplaatsen in Nieuw-Zeeland en ging in première op MTV, MTV2, TeenNick en TV Land in de Verenigde Staten op 5 januari 2016. Het eerste seizoen liep van 5 januari tot 1 maart 2016 en bestond uit tien afleveringen. Op 20 april 2016 werd bekendgemaakt dat MTV een tweede seizoen had besteld. In Nederland werd het eerste seizoen van 2 september tot 28 september 2016 uitgezonden op Net5. Het tweede seizoen van de serie werd uiteindelijk overgenomen door Spike, waar het tweede seizoen op 11 oktober in première ging. In Nederland was het tweede seizoen te zien op MTV vanaf 15 oktober 2017.

## Plot
The Shannara Chronicles volgt grotendeels de verhaallijn uit de boekenreeks Elfenstenen van Shannara waar het verhaal zich hoofdzakelijk afspeelt in het fictieve 'de vier landen', gedurende de serie wordt duidelijk dat dit hetzelfde gebied is waar zich ooit de Verenigde Staten en Canada bevonden, en dat er een atoomramp heeft voorgedaan. Rassen zoals elfen, dwergen en kabouters (in de serie worden ze 'Gnomes' genoemd) zijn waarschijnlijk het gevolg van radioactieve straling. De wereld is eigenlijk teruggekeerd naar een postmiddeleeuwse samenleving, al blijkt dat sommige dorpen kennis van voor de ramp wisten te bewaren.
De serie begint als demonen terug beginnen te keren in de vier landen, nadat ze jaren geleden verbannen waren naar het land van de voorboden. Dit land werd op slot gehouden door de eeuwenoude boom 'Ellcrys'. De serie volgt de tocht van Wil, Amberle en Eretria, die met de hulp van de druïde Allanon de Ellcrys moeten beschermen tegen uitsterven en de terugkerende demonen opnieuw uit hun land moeten zien te verjagen.

## Cast
- Austin Butler als Wil Ohmsford, een half mens en half elf, die afstamt van de laatste bloedlijn van de oude Shannara-familie. Belangrijk verschil met de boeken is dat Wil hier niet de kleinzoon maar de zoon van Shea Ohmsford is.
- Poppy Drayton als Amberle Elessedil, een elfenprinses en de eerste vrouw die uitverkorene is als onderdeel van de groep 'de gekozenen'.
- Ivana Baquero als Eretria, een mens die opgevoed is als rover in een groep bandieten.
- Manu Bennett als Allanon, een mens en laatste druïde, die al 300 jaar leeft.
- Aaron Jakubenko als Ander Elessedil
- James Remar als Cephelo.
- Daniel MacPherson als Arion Elessedil
- Jed Brophy als Dagda Mor
- John Rhys-Davies als Eventine Elessedil, Amberle's grootvader en heerser van het koninkrijk der elven.